# 天佑德酒
青海互助天佑德青稞酒股份有限公司（深交所：002646，简称：天佑德酒），前称青海互助青稞酒股份有限公司，是中国深圳证券交易所的一家上市公司，主要从事青稞酒的研发、生产和销售，产品包括“互助”、“天佑德”、“八大作坊”、“永庆和”四个系列。
公司成立于2005年1月27日，2011年1月27日变更为股份有限公司。2011年12月22日，在深圳证券交易所中小板上市，股票简称“青青稞酒”。
2011年3月，公司“互助”商标被国家商务部门认定为“中华老字号”。
2017年，公司实现营业收入13.18亿元人民币，亏损0.68亿元人民币。
2022年1月，该公司宣布由“互助青稞酒”更名为“互助天佑德青稞酒”。